# Colle della Croix Haute
Il Colle della Croix Haute (in francese Col de la Croix-Haute) è un valico alpino francese posto a quota 1.176 m s.l.m. situato lungo il confine tra i dipartimenti dell'Isère e della Drôme.
Dal punto di vista orografico separa, nelle Prealpi del Delfinato, le Prealpi del Vercors a ovest dalle Prealpi del Devoluy a est. Il passo è diviso tra il territorio del comune di Lalley (Isère) e quello di Lus-la-Croix-Haute (Drôme). 
È attraversato dalla ex-Route nationale 75 e dalla ferrovia Lione-Marsiglia (via Grenoble).